# HLA-A36

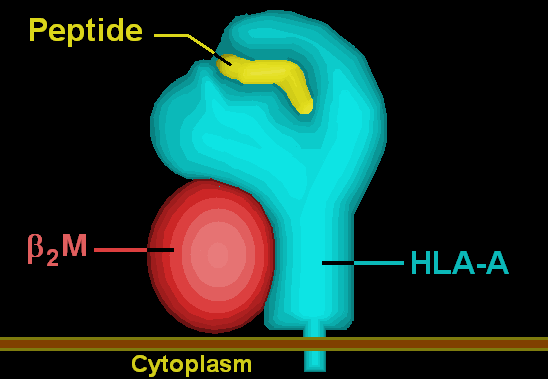

HLA-A36 هو نمط مصلي من مستضد الكريات البيضاء البشرية-أ.